# Caso inelativo
El caso inelativo ( abreviado inel ) expresa la noción "desde dentro" (es decir, "fuera de").
Se puede encontrar en el idioma lezgiano . Por ejemplo:

Варшавадай Тегьрандиз саки вaд югъ рехъ ава.

Varshavadaj Teherándiz saki vad jug reqh ava.

Son casi cinco días de viaje desde Varsovia a Teherán.

En lezgiano, también puede expresar la noción "(a cambio) de". Por ejemplo:

Заз гау куьмекдай ваз сагърай лугьузва.

Zaz gaji kymekdaj vaz sagraraj luhuzwa.

Te agradezco la ayuda que me has brindado.